# Kartengeber
Kartengeber (engl. Dealer) bezeichnet denjenigen Spieler in einem Kartenspiel, der die Karten austeilt (Kartengeben). Die Wahl des Kartengebers und das Kartengeben selbst werden bei den meisten Spielen über die Spielregeln geregelt, die Grundprinzipien sind jedoch bei den meisten Kartenspielen identisch.

## Wahl des Kartengebers
Der Kartengeber wird bei den meisten Spielen ausgelost oder gewählt. Zum Auslosen wird in der Regel ein Spielwürfel oder das Kartenpack genutzt. Bei der Auslosung mit dem Kartenpack zieht jeder Spieler eine Karte aus dem Pack und der Spieler mit der höchsten Karte ist der erste Kartengeber. Dabei gil bei einem klassischen Skatblatt die Reihenfolge der Kartenwerte As, König, Dame, Bube, 10, 9, 8, 7. Bei gleichwertigen Karten gilt Farbe in der Reihenfolge Kreuz , Pik , Herz  und Karo .
Nach einem Spiel wird die Funktion des Kartengebers auf den nächstfolgenden Spieler im Uhrzeigersinn weitergegeben, also an den Spieler zur Linken des aktuellen Kartengebers.

## Kartengeben

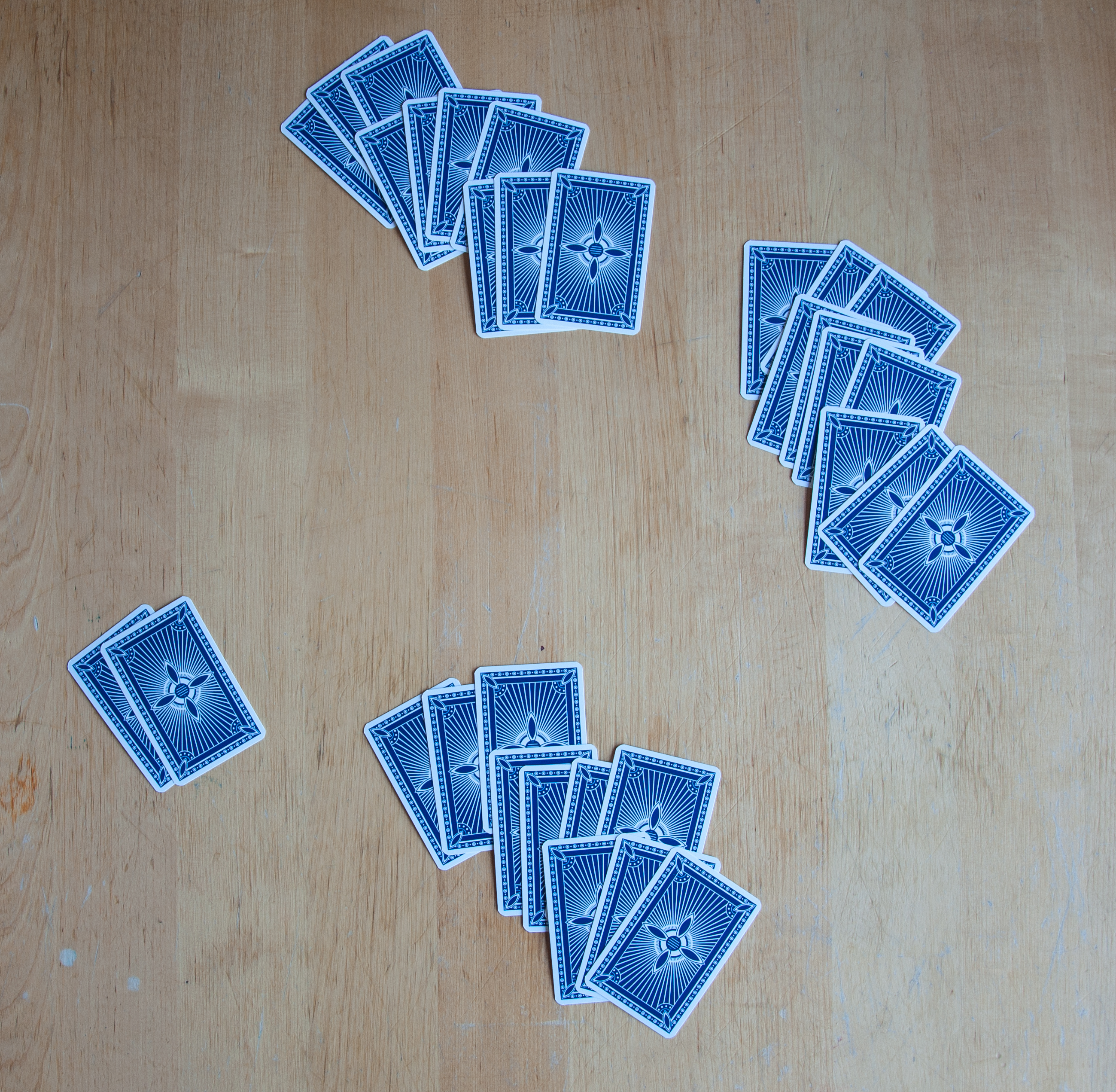
Skatausgabe

Das Kartengeben erfolgt grundsätzlich individuell entsprechend den Regeln des Spiels. Der Kartengeber mischt die Karten und lässt danach den Packen von dem Mitspieler zu seiner Rechten abheben, der mindestens drei Karten vom Pack beiseite legen muss. Danach legt der Kartengeber den verbleibenden Stapel auf den abgehobenen Stapel und gibt die Karten an die Mitspieler aus.
Bei den meisten Spielen werden die Karten beginnend mit dem Spieler zur Linken des Gebers nach dem Kartengeber im Uhrzeigersinn. Der Kartengeber vergibt die Karten grundsätzlich verdeckt, also mit der Kartenrückseite nach oben. Die Kartenregeln bestimmen die Anzahl der Karten pro Spieler und teilweise auch, ob die Karten einzeln oder in definierten Packen gegeben werden. Beim Skat etwa werden die Karten in einer definierten Reihenfolge ausgegeben: Zuerst erhält jeder Spieler drei Karten, danach wird der Skat aus zwei Karten zur Seite gelegt und danach erhalten die Spieler erst jeweils vier und dann nochmal jeweils drei Karten.
Werden die Karten in einer falschen Reihenfolge vergeben oder versehentlich einzelne Karten offen gezeigt, muss der Kartengeber erneut mischen, abheben lassen und neu verteilen.

## Funktionen des Kartengebers in einzelnen Spielen
In Bridge eröffnet der Kartengeber das Reizen. Beim Poker leitet der Kartengeber (Dealer) das Spiel. Beim Black Jack spielt der Kartengeber stellvertretend für das Casino gegen die Spieler.
Beim Skatspiel spielt der Kartengeber in der Hinterhand und übernimmt in dieser Position als „Weitersager“ das Reizen, wenn der Spieler der Mittelhand oder der Vorhand aussteigt.